# Yannis Voisard
Yannis Voisard (Fontenais, 26 de julio de 1998) es un ciclista profesional suizo que milita en las filas del conjunto Tudor Pro Cycling Team.

## Palmarés
2021
- 1 etapa del Giro Ciclistico d'Italia[1]

2022
- Alpes Isère Tour[2]

2023
- 1 etapa del Tour de Hungría
- 2.º en el Campeonato de Suiza Contrarreloj

2025
- 3.º en el Campeonato de Suiza Contrarreloj

## Resultados en Grandes Vueltas
| Carrera | Carrera         | 2018 | 2019 | 2020 | 2021 | 2022 | 2023 | 2024 | 2025 |
| ------- | --------------- | ---- | ---- | ---- | ---- | ---- | ---- | ---- | ---- |
|         | Giro de Italia  | —    | —    | —    | —    | —    | —    | —    | 32.º |
|         | Tour de Francia | —    | —    | —    | —    | —    | —    | —    | —    |
|         | Vuelta a España | —    | —    | —    | —    | —    | —    | —    | —    |

―: no participa
Ab.: abandono